# Henny Ella Reistad
Henny Ella Reistad (ur. 9 lutego 1999 w Oslo) – norweska piłkarka ręczna, reprezentantka kraju, grająca na pozycji lewej rozgrywającej. Obecnie występuje w norweskim Vipers Kristiansand.
W drużynie narodowej zadebiutowała 22 listopada 2018 roku w towarzyskim meczu przeciwko reprezentacji Węgier.

## Sukcesy reprezentacyjne
- Mistrzostwa Europy:
  -  2020

## Sukcesy klubowe
- Mistrzostwa Norwegii:
  -  2019
- Puchar Norwegii:
  -  2018
- Liga Mistrzyń:
  -  2019